# Felix Magath
Wolfgang Felix Magath, né le 26 juillet 1953 à Aschaffenbourg, est un ancien footballeur international allemand ayant remporté la Ligue des champions et un Championnat d'Europe des nations. Il exerce depuis 1993 la profession d'entraîneur.

## Carrière

### En club
Magath dispute 324 matchs pour le HSV avec lequel il décroche trois titres de champion national, la Coupe des Vainqueurs de Coupe en 1977 et surtout la Coupe des Clubs Champions en 1983, inscrivant en finale le but de la victoire contre la Juventus.

### En équipe nationale
Entre 1977 et 1986, Magath cumule 43 sélections au sein de l'équipe d'Allemagne de l'Ouest (trois buts). Il remporte le Championnat d'Europe des Nations 1980, battant en finale les surprenants Belges (2-1), et participe aussi à la Coupe du monde 1982 en Espagne ainsi qu'à celle de 1986 au Mexique, avec à chaque fois une place de finaliste.

### Entraîneur
Après avoir dirigé la réserve d' Hambourg, il prend en main l'équipe première en 1995. Avec le Bayern Munich, Magath soulève la Coupe de la ligue 2004 puis réalise deux doublés consécutifs Bundesliga - Coupe d'Allemagne (2005 et 2006), une performance jusqu'alors inédite. En 2009, il décroche également le titre avec le VfL Wolfsburg, à la surprise générale. Aux côtés de Jupp Heynckes, Helmut Benthaus, Franz Beckenbauer, Matthias Sammer et Thomas Schaaf, il fait partie des six personnalités de l'histoire du championnat allemand à avoir été champion en tant que joueur puis en tant qu'entraîneur.
De 2009 à 2011, il tente de réaliser le même exploit avec un « historique » de la Bundesliga : Schalke 04. Si la première saison voit les Königsblauen terminer à la deuxième place, la seconde est catastrophique. Magath fait venir 40 joueurs au total, désorganise le club qui se débat dans le ventre mou du championnat... et finit par se faire licencier. Il termine la saison 2011 sur le banc du VfL Wolfsburg, qui est à deux doigts de descendre en 2.Bundesliga, et parvient à maintenir le club de Volkswagen parmi l'élite allemande. À la suite de mauvais résultats et en accord avec la direction, il quitte ses fonctions le 25 octobre 2012.
Le 15 février 2014, il signe un contrat de dix-huit mois avec Fulham avec un objectif : rester en Premier League. Plombés par une défense friable (27 buts encaissés en douze matchs), les Londoniens ne gagnent que trois de ces rencontres, échouent logiquement à la 19e place et sont donc relégués en Championship pour la première fois depuis 2001. Malgré cela, Magath reste en poste mais après sept journées sans victoire en championnat, il est démis de ses fonctions.
Il est par après nommé entraineur du Sagan Tosu (Japon) en décembre 2015 puis du Shandong Luneng (Chine) en juin 2016.
Au printemps 2022, il prend les rênes du Hertha Berlin, en difficulté en Bundesliga. Sous sa direction, Die Alte Dame parvient à se sauver in extremis lors d'un aller-retour en barrages face au Hambourg SV.

## Palmarès joueur

### En club (Hambourg SV)
- Vainqueur de la Coupe d'Europe des Clubs Champions en 1983
- Vainqueur de la Coupe d'Europe des Vainqueurs de Coupe en 1977
- Champion d'Allemagne en 1979, 1982 et 1983
- Finaliste de la Coupe d'Europe des Clubs Champions en 1980
- Finaliste de la Coupe de l'UEFA en 1982
- Finaliste de la Supercoupe d'Europe en 1977 et 1983
- Finaliste de la Coupe Intercontinentale en 1983
- Vice-champion d'Allemagne en 1980, 1981 et 1984

### Enéquipe nationale (RFA)
- Vainqueur du Championnat d'Europe des Nations en 1980
- Finaliste de la Coupe du Monde en 1982 et 1986

## Palmarès entraîneur
- Champion d'Allemagne en 2005 et 2006 avec le Bayern Munich puis en 2009 avec le VfL Wolfsburg
- Vainqueur de la Coupe d'Allemagne en 2005 et 2006 avec le Bayern Munich
- Vainqueur de la Coupe de la Ligue d'Allemagne en 2004 avec le Bayern Munich
- Vainqueur de la Coupe Intertoto en 2002 avec le VfB Stuttgart

## Parcours

### Joueur
- 1964-1972 :  TV Aschaffenburg
- 1972-1974 :  Viktoria Aschaffenbourg
- 1974-1976 :  Sarrebruck
- 1976-1986 :  Hambourg SV[4],[5]
- 1986-1990 :  Bayer Uerdingen

### Entraîneur
- FC Sarrebruck
- 1990-jan.1992 :  Bayer Uerdingen
- Jan.1992-1993 :  FC Bremerhaven
- 1995-1997 :  Hambourg SV
- 1997-1998 :  FC Nuremberg
- 1998-1999 :  Werder Brême
- Déc. 1999-jan. 2001 :  Eintracht Francfort
- Fév. 2001-2004 :  VfB Stuttgart
- 2004-jan.2007 :  Bayern Munich
- 2007-2009 :  VfL Wolfsburg
- 2009-18 mars 2011 :  Schalke 04
- 18 mars 2011-oct. 2012  :  VfL Wolfsburg
- 15 fév. 2014-sept.2014 :  Fulham
- Déc. 2015 :  Sagan Tosu
- 2016-déc. 2017 :  Shandong Luneng
- 2022 :  Hertha Berlin